# فوجیوارا نو کانشی
فوجیوارا نو کانشی ((به ژاپنی: 藤原歓子 Fujiwara no Kanshi)؛ ۱۰۲۱ – ۱۱۰۲ (۸۰−۸۱ سال)) کوگو یا همسر ارشد امپراتور گو-ریزی اهل ژاپن بود.